# Dyschirus varidens
Dyschirus varidens är en skalbaggsart som beskrevs av Henry Clinton Fall. Dyschirus varidens ingår i släktet Dyschirus och familjen jordlöpare. Inga underarter finns listade i Catalogue of Life.